# Џејмс Клајд Мичел
Џејмс Клајд Мишел ФБА ( познатији као Џ. Клајд Мишел) ( рођен 21. јуна 1918. у Питермарицбургу, а преминуо је 15. новембара 1995) је био британски социолог и антрополог.
1937. Мишел је помогао удружењу Родос Ливингстон институту друштвених група антрополога / социолога, сада је то део Универзитета у Замбији. Он је под утицајем Макса Глукмана спровео истраживање о анализи важне друштвене мреже на Универзитету у Манчестеру. 1940. су извршена теренска истраживања у друштвеним системима и социјалним условима у Централној Африци (јужни Малави) помоћу разговора са вођама домаћинстава у селима и урбаним срединама и помоћу изучавања обичаја. 1952. је био на уређивању одбора Нортхерн Родезиа Журнал.
Мишел је студирао анализу мреже и био један од оснивача међународне мреже за друштвену интернет анализу, доприносећи својим везама магазину.